# Индустријска зона ди Лепрозо (Удине)
Индустријска зона ди Лепрозо је насеље у Италији у округу Удине, региону Фурланија-Јулијска крајина.
Према процени из 2011. у насељу је живело 37 становника. Насеље се налази на надморској висини од 104 м.